# Pauh Tanjung Iman
Pauh Tanjung Iman is een bestuurslaag in het regentschap Lampung Selatan van de provincie Lampung, Indonesië. Pauh Tanjung Iman telt 1106 inwoners (volkstelling 2010).